# Castillo de Toompea
El Castillo de Toompea (en latín: Castrum Danorum; en estonio: Toompea loss, anteriormente Taani linn, y que significa "Castillo de los Daneses") es un castillo sobre la colina de piedra caliza de Toompea, en la parte central de Tallin, la capital de Estonia. El nombre de dicha colina fue uno de los nombres de Tallin durante los tiempos de la Estonia danesa, en los siglos XIII y XIV.

## Historia
El primer castillo de madera (denominado en algunas fuentes finesas como Kesoniemi) se estima que fue construido en la colina sobre los siglos X y XI por los residentes de la antigua provincia estonia de Rävala (Revala). En 1219, el castillo fue tomado por los cruzados daneses dirigidos por Valdemar II. Según una leyenda muy popular entre los daneses, la primera bandera de Dinamarca (Dannebrog) cayó del cielo durante un instante crítico de la Batalla de Lyndanisse, librada cerca del castillo, resultando los daneses victoriosos sobre los estonios. Los daneses comenzaron entonces a referirse a Lyndanisse como castrum danorum («castillo de los daneses»). Según una hipótesis, el nombre traducido a la antigua lengua estonia sería Taani(n) linna, que con el tiempo se abreviaría a Tallin.
En 1227 el castillo fue conquistado por los Hermanos Livonios de la Espada, quienes iniciaron proyectos de reconstrucción. El castillo comenzado en el siglo XIII es, en líneas generales, el castillo visitable actualmente. La fortaleza cayó de nuevos en manos daneses una década más tarde, en 1237, pero fue vendida a la Orden Teutónica en 1346, quedando en su poder durante el resto del Medievo.
Debido a que la Orden Teutónica era una orden religiosa, el castillo comenzó a parecerse a un monasterio con el añadido de una capilla, un capítulo y los dormitorios para los caballeros. La orden también fue la responsable de erigir las torres actuales del castillo, siendo la más alta Tall Hermann, con 48 metros de altura, que domina la vista del complejo. La bandera de Estonia se alza en la cima de esta torre a diario durante el amanecer con el himno nacional y se vuelve a bajar al anochecer.
Con los trastornos de la guerra de Livonia del siglo XVI, las primeras órdenes cruzadas que dominaban los actuales países bálticos, se disolvieron, y la región fue reclamada por Suecia, Polonia y Rusia. En 1561 el norte de Estonia era un dominio sueco, y la fortaleza de los cruzados fue transformada en centro administrativo y político de Estonia.
En 1710, Suecia perdió el territorio estonio en favor del Imperio ruso. La administración rusa llevó a cabo una amplia reconstrucción y transformó el castillo en un palacio, con un ala barroca y neoclásica diseñada por Johann Schultz. Durante la era zarista se dispuso de un parque público y de un edificio para archivo, próximo al castillo.

## Parlamento

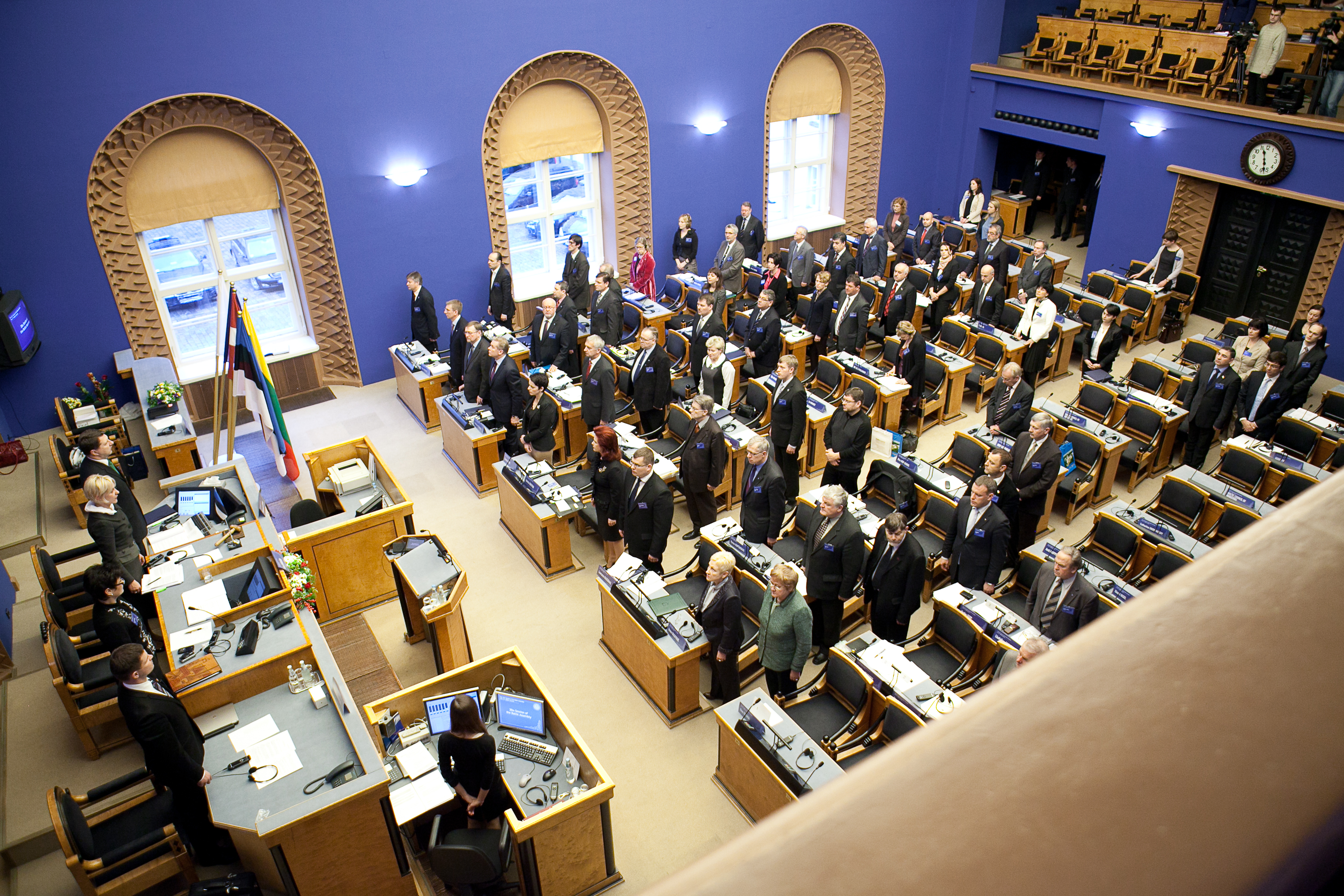
Salón de actos del Parlamento de Estonia.

Después de la Declaración de Independencia de Estonia en 1918, se erigió el edificio del parlamento en el mismo lugar que estuvo el antiguo edificio conventual de la Orden Teutónica. Tras dos años de construcción, se terminó en 1922, por los arquitectos Eugen Habermann y Herbert Johanson.
El tantas veces reconstruido castillo de Toompea, coronado por la torre Pikk Hermann, aún domina Toompea, además de albergar el Parlamento de Estonia. Otros lugares de interés en las proximidades del castillo son la catedral ortodoxa rusa dedicada a Alejandro Nevski, que se completó en 1900.

## Galería de imágenes

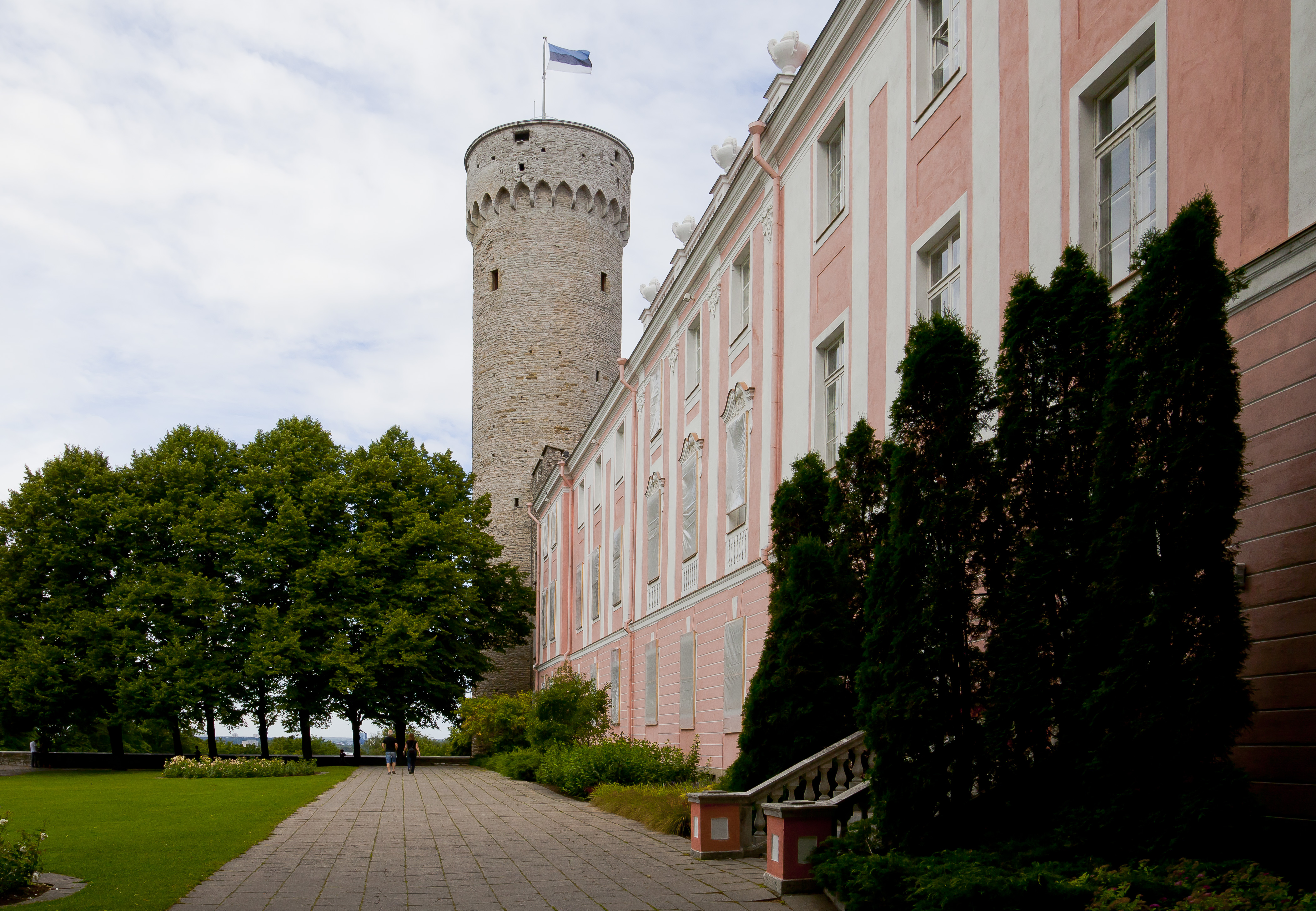
Palacio y Pikk Hermann.
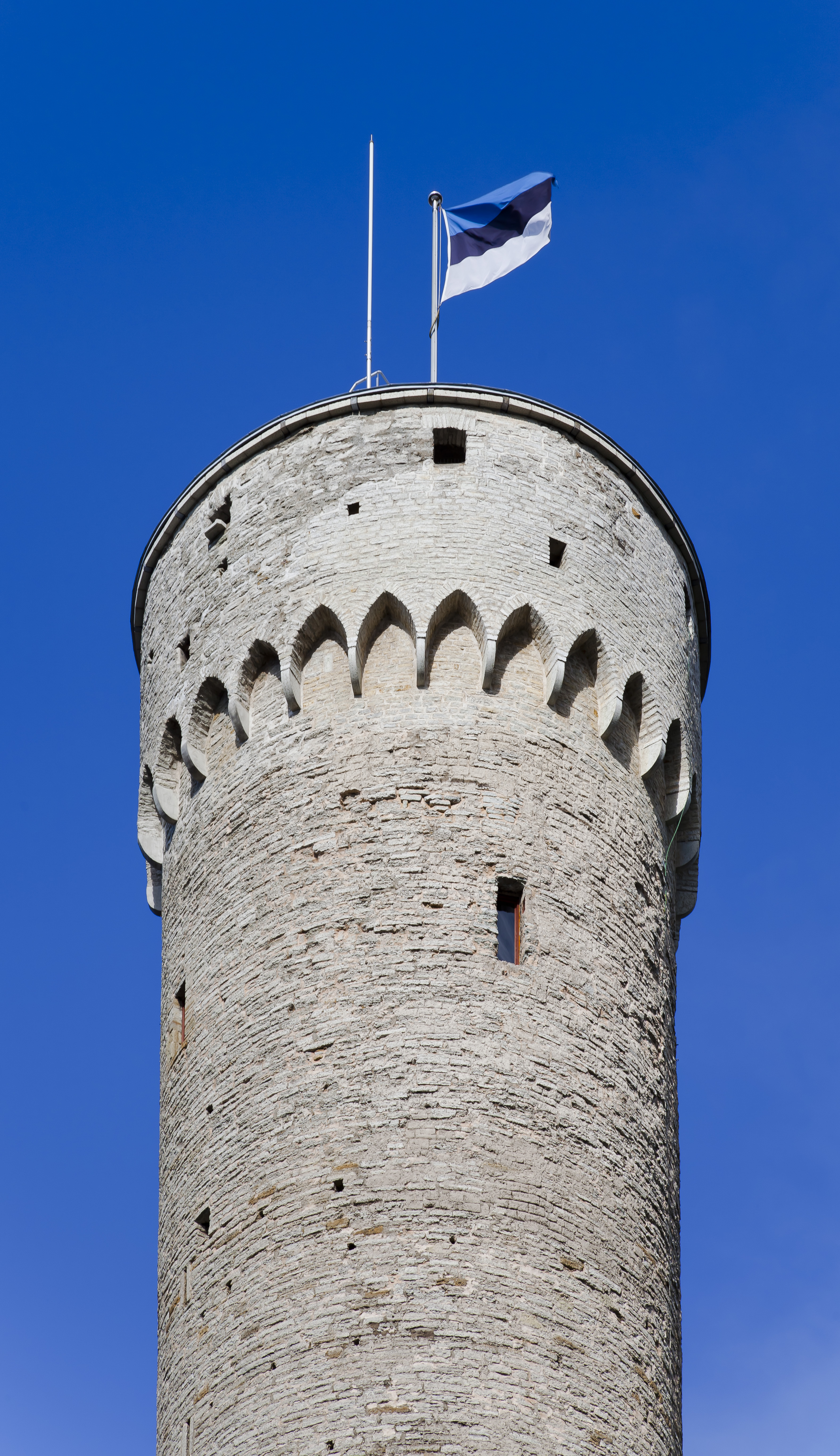
Detalle de la torre de Pikk Hermann.
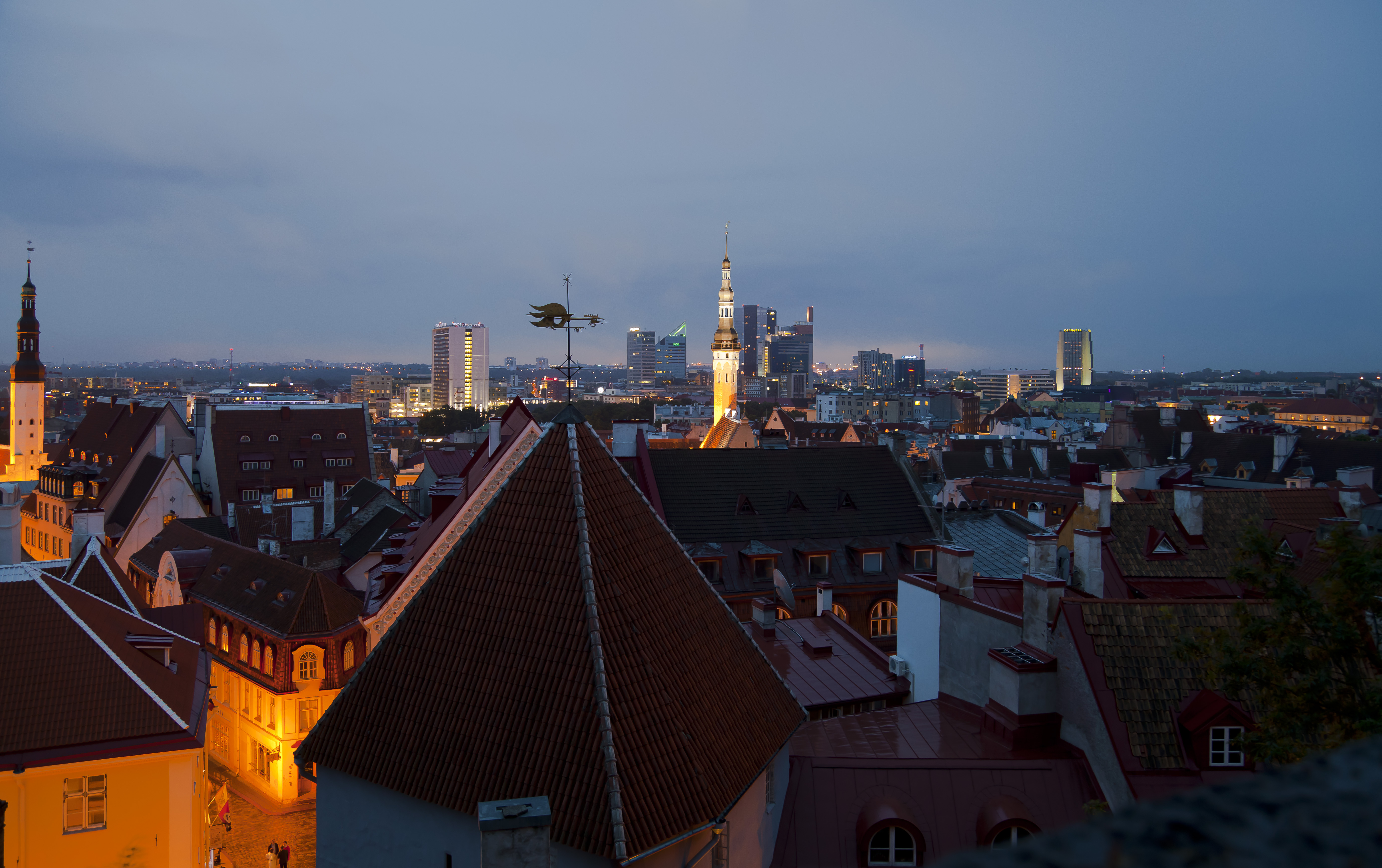
Vista panorámica de Tallin desde Toompea.
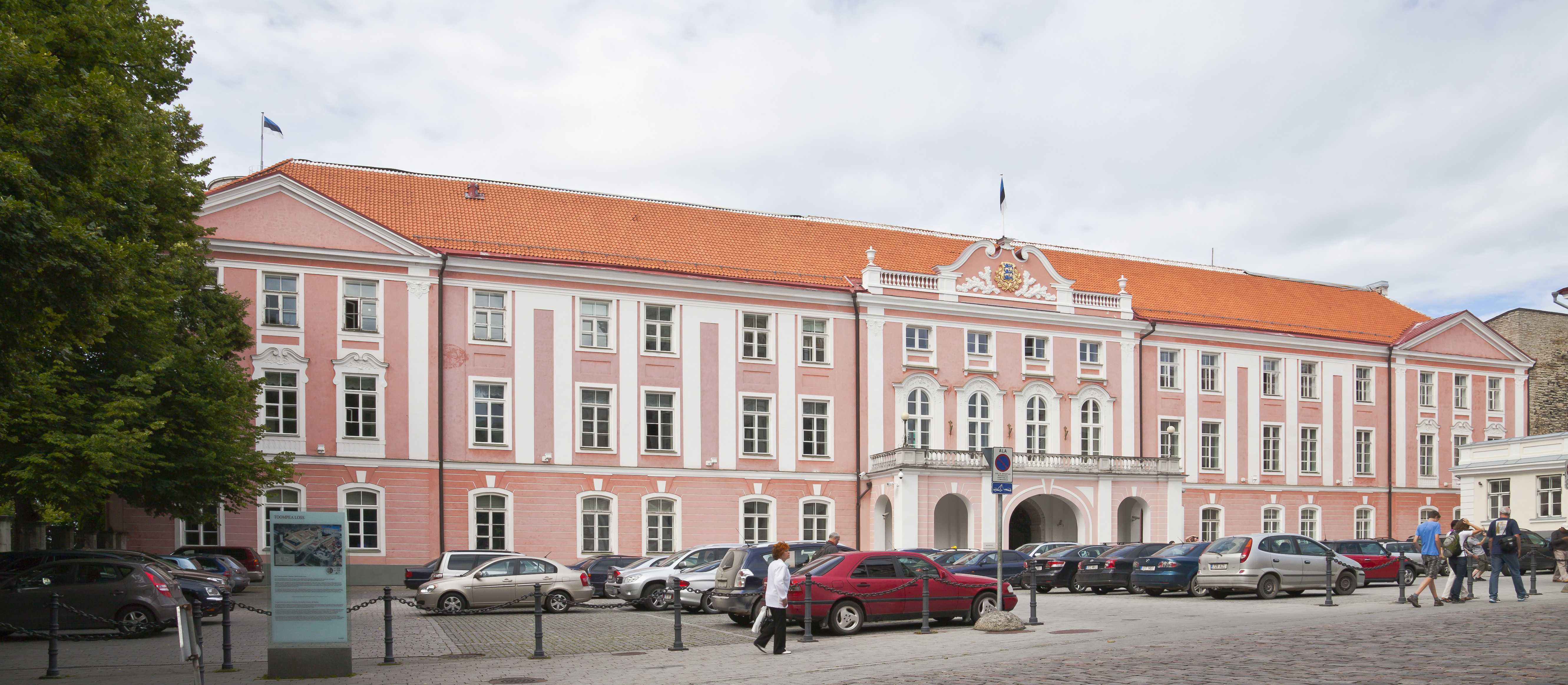
Parlamento de Estonia, situado dentro del castillo.
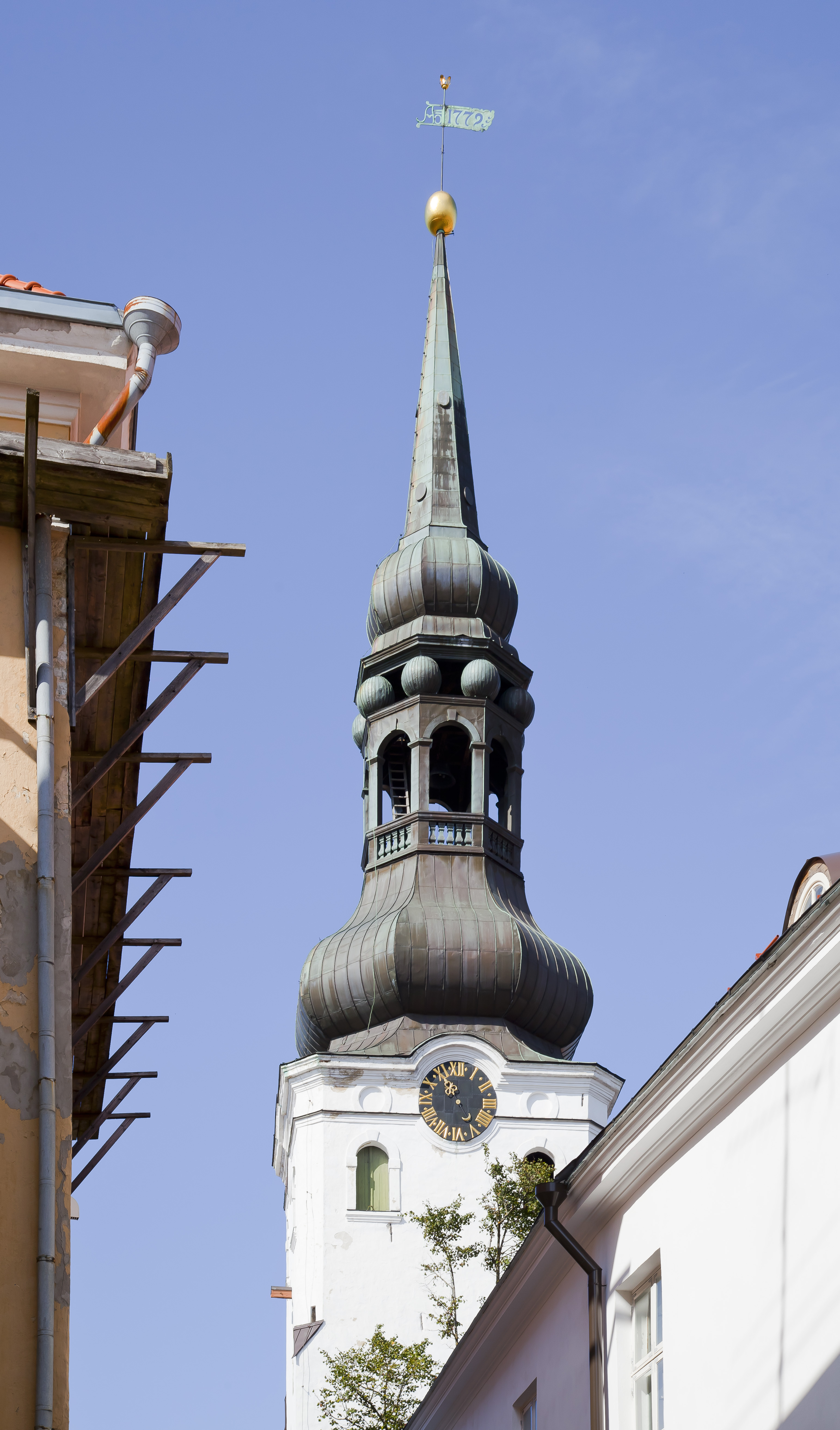
Catedral de Santa María (Tallin) (Toomkirik).